# Климат Австралии

Климатическая карта Австралии по Кёппену

Климат Австралии в основном определяется её размером и горячим воздухом, придавливаемым субтропическим поясом высокого давления (субтропический хребет). В зависимости от времени года этот пояс смещается на северо-запад и северо-восток. Климат разнообразен; частым явлением являются засухи, длящиеся несколько сезонов подряд: считается, что они вызваны осцилляцией Эль-Ниньо. Большая часть Австралии относится к пустынному или семиаридному климату. Лишь юго-восточные и юго-западные уголки имеют умеренный климат и умеренно плодородную почву. В северной части страны климат тропический, а ландшафт варьируется от травянистых сообществ до пустынь. Австралия удерживает несколько климатических рекордов: на континенте имеется наиболее протяженный регион с круглогодичной жарой и область с наиболее жарким климатическим летом.
Так как Австралия — континент среднего размера, отрезанный от полярных регионов Южным океаном, её не затрагивают перемещения холодных полярных воздушных масс во время зимы, в отличие от континентов северного полушария. Вследствие этого австралийские зимы относительно мягки и имеют менее выраженный контраст между летними и зимними температурами в сравнении с северными континентами, хотя в Австралийских Альпах и других районах на существенном возвышении разница между сезонами более выражена. Несмотря на это, минимальные и максимальные температуры каждого сезона отчётливо различимы. Они варьируются от +50.7°C до −23.0°C. Минимальные температуры умеренны.
Вопрос изменения климата в Австралии является предметом острых политических дебатов. В период с 1910 по 2004 год средние температуры в стране выросли примерно на 0,7 °C, следуя общему тренду глобального потепления. За последние годы минимальные ночные температуры увеличивались быстрее, чем максимальные дневные. По сведениям Бюро метеорологии, 80 % территории получают менее 600 мм осадков за год, а 50 % — даже меньше 300 мм. В Австралии в целом очень мало среднегодовых осадков — 419 мм.